# ダヴェーリオ
ダヴェーリオ（伊: Daverio）は、イタリア共和国ロンバルディア州ヴァレーゼ県にある、人口約3,100人の基礎自治体（コムーネ）。

## 地理

### 位置・広がり

#### 隣接コムーネ
隣接するコムーネは以下の通り。
- アッツァーテ
- ボーディオ・ロンナーゴ
- カザーレ・リッタ
- クロージオ・デッラ・ヴァッレ
- ガッリアーテ・ロンバルド

### 地震分類
イタリアの地震リスク階級 (it) では、4 に分類される
。

## 行政

### 分離集落
ダヴェーリオには、以下の分離集落（フラツィオーネ）がある。
- Bossa, Buggino, Dobbiate, Marogna, Spazzacamino, Torre